# Brühlstraße 5 (Quedlinburg)

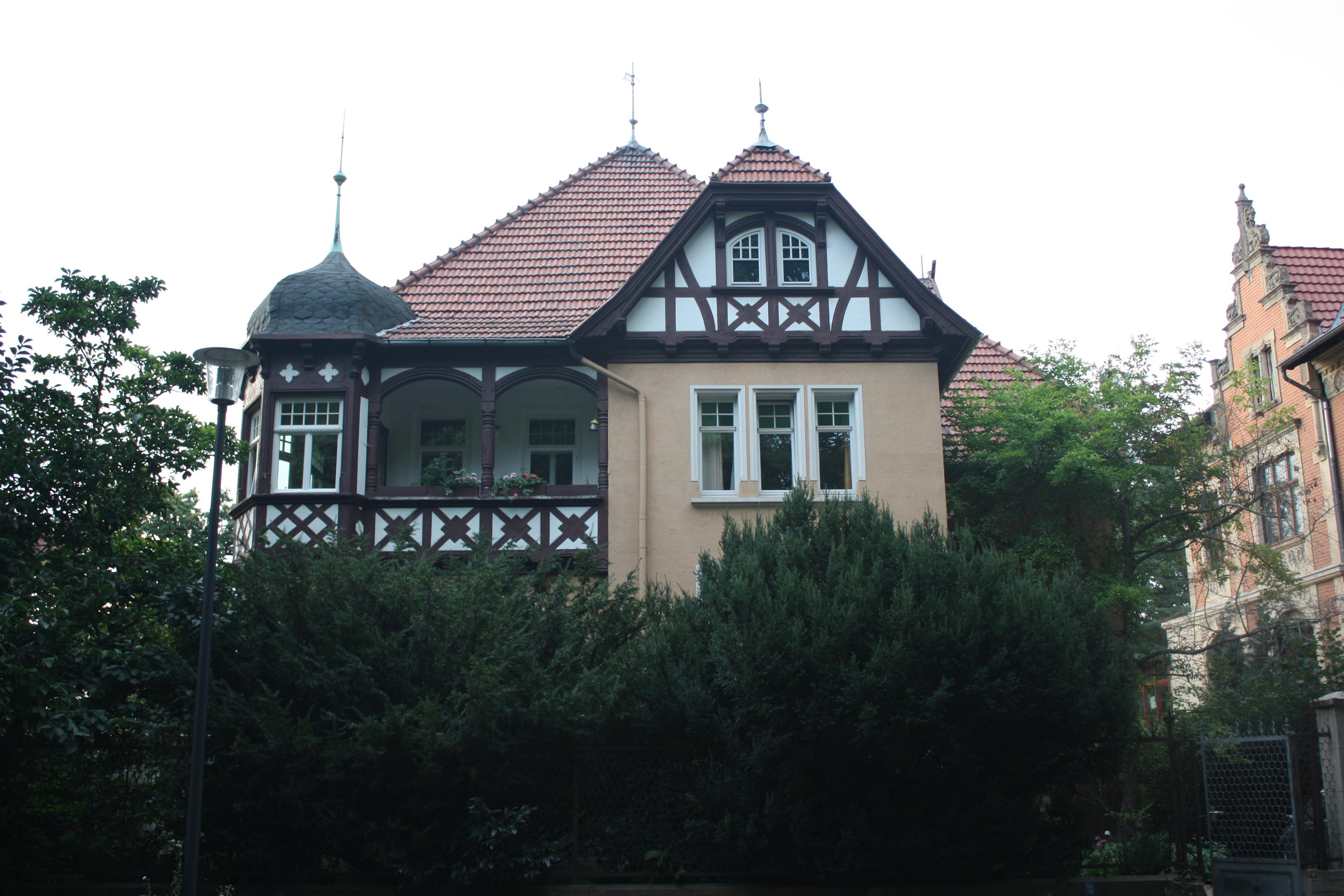
Villa Brühlstraße 5

Das Haus Brühlstraße 5 ist eine denkmalgeschützte Villa in der Stadt Quedlinburg in Sachsen-Anhalt.

## Lage
Sie liegt südlich des Quedlinburger Schloßberges und ist im Quedlinburger Denkmalverzeichnis eingetragen.

## Architektur und Geschichte
Die Villa entstand in der Zeit um das Jahr 1910. Der zum Teil in Fachwerkbauweise errichtete Bau lehnt sich in seiner Gestaltung an die örtliche Tradition des Fachwerkbaus des 16. und 17. Jahrhunderts an. Zum Baudenkmal gehört auch die Grundstückseinfriedung. Im Garten befindet sich zum Teil noch die ursprüngliche Bepflanzung.